# Storing (hoorspel)
Storing is een hoorspel van Paul Biegel. De NCRV zond het uit op dinsdag 15 februari 1983. De regisseur was Johan Wolder. De uitzending duurde 24 minuten.

## Rolbezetting
- Cor Witschge (Jan)
- Monique Smal (Elsie)
- Angelique de Boer (Marja)

## Inhoud
Jan maakt Elsie midden in de nacht wakker. Beneden wordt lawaai gemaakt en ze vragen zich af of het een dief is. Het licht doet het niet en ook de radio is dood. Geen stroom dus en ook buiten brandt geen enkel lichtje. Het is pikkedonker. Nu wordt er beneden weer lawaai gemaakt. Jan besluit naar beneden te gaan en Elsie gaat mee. Terwijl hij in de keuken naar lucifers zoekt, gaat de telefoon. Hij neemt op, maar de verbinding wordt verbroken.